# Eupyrrhoglossum sagra
La esfinge cubana (Eupyrrhoglossum sagra) es una polilla de la familia Sphingidae. Vuela en tierras bajas de zonas tropicales y subtropicales, en Cuba, México y Belice a Guatemala, Costa Rica, Bolivia, Paraguay, Argentina y Uruguay. Ocasionalmente suele verse en Florida.
Su envergadura es de 51 a 53 mm. Tiene una zona semi-transparente submarginal en sus alas delanteras. La cabeza tiene una cresta media baja y el tórax tiene grises pálidos, contrastando fuertemente con los bordes marrones oscuros en la línea media. Hay una banda subbasal negruzca de la parte anterior y una banda amarilla mediana de anchura casi uniforme en la parte superior de sus alas posteriores. La franja es amarilla.

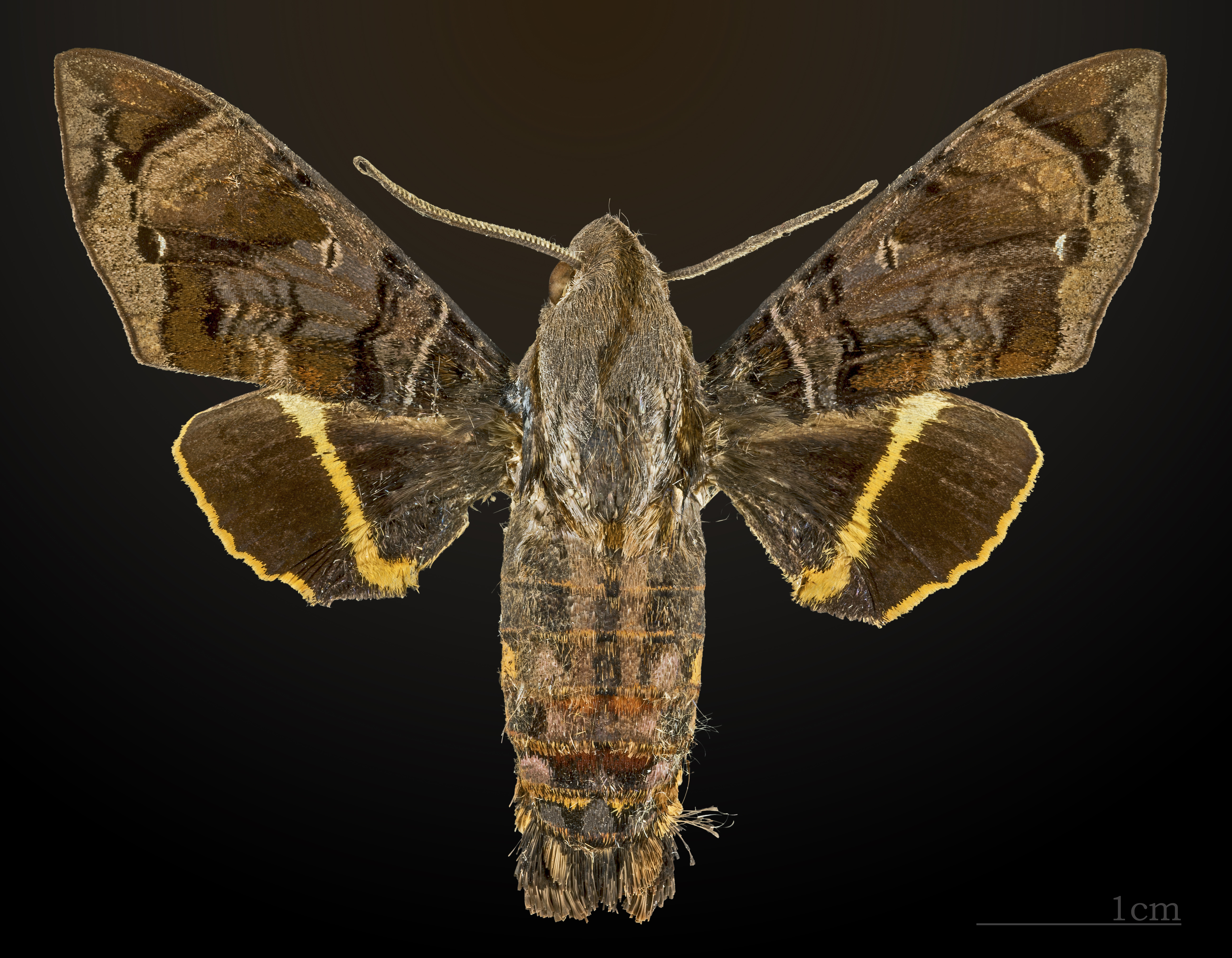
♂
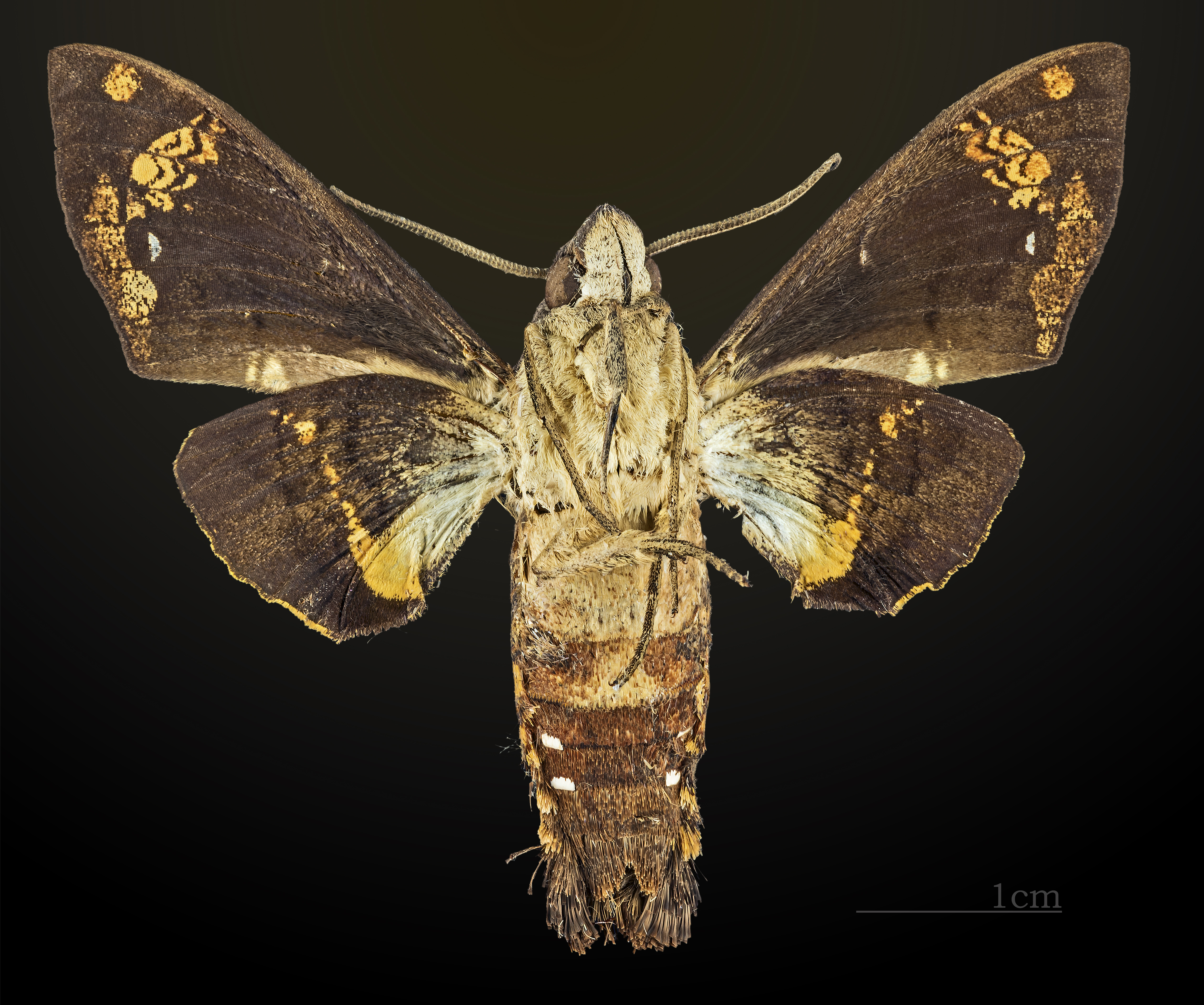
♂ △
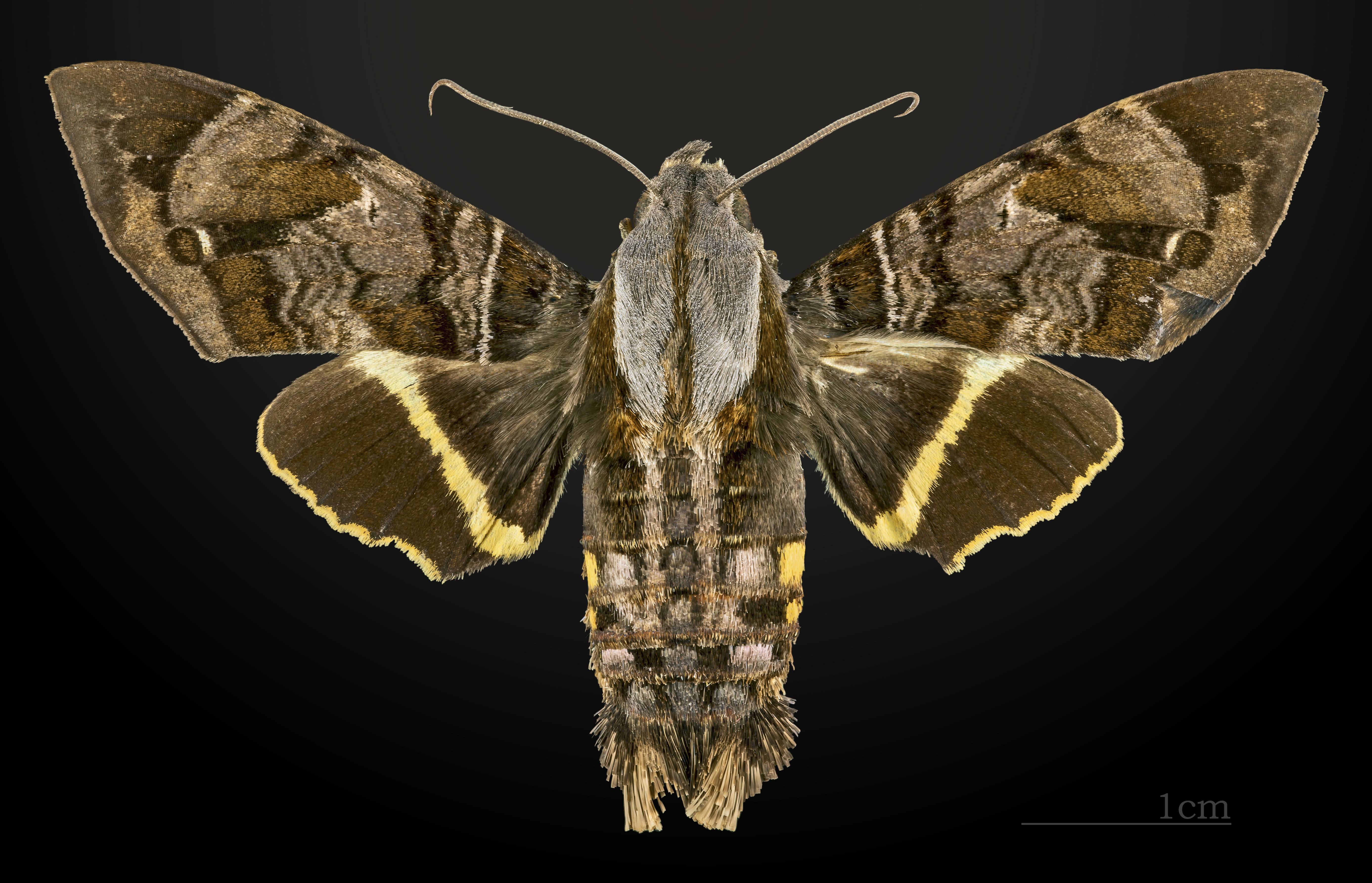
♀
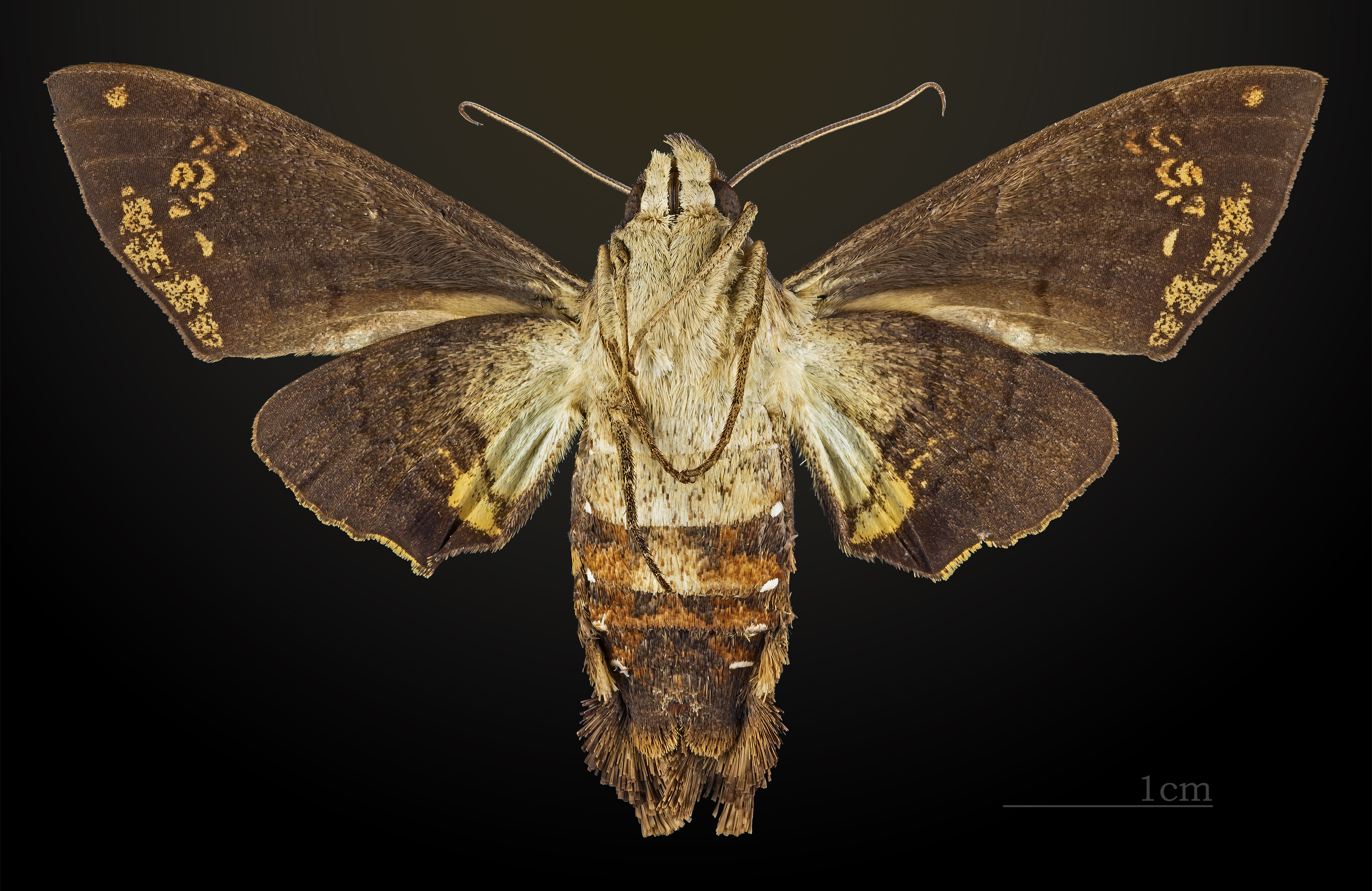
♀ △

Los adultos están probablemente en vuelo todo el año en los trópicos. Los adultos se han registrado durante todo el año (excepto en marzo) en Costa Rica. En Venezuela, también se han visto durante el mes de abril.
Las larvas se alimentan de la especie Rubiaceae, incluyendo Guettarda macrosperma, Guettarda scabra y Chomelia spinosa.

## Sinonimia
- Macroglossum sagra Poey, 1832
- Macroglossa sagra Walker, 1856
- Macroglossa harpyia Schaufuss, 1870